# Płat ciemieniowy

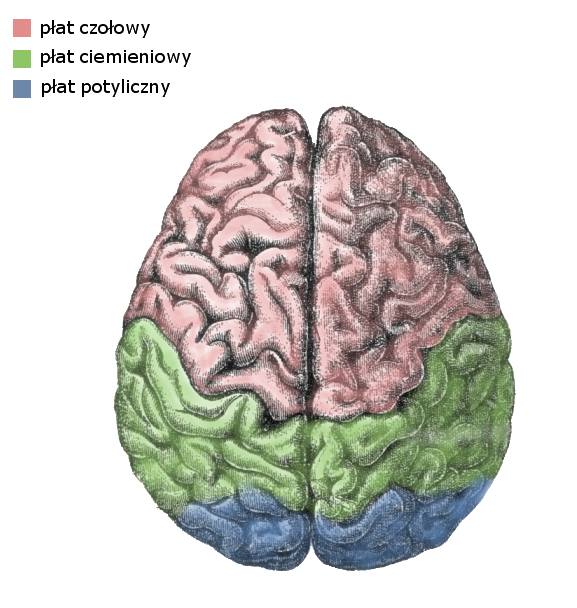
Widok płata mózgu od powierzchni górno-bocznej półkul mózgu

Płat ciemieniowy

Płat ciemieniowy (łac. lobus parietalis) – parzysta część kresomózgowia ograniczona od przodu bruzdą środkową, od dołu bruzdą boczną, a na powierzchni przyśrodkowej także od tyłu przez bruzdę ciemieniowo-potyliczną półkuli mózgu.

## Struktura
W obrębie płatów kresomózgowia wyróżniane są bruzdy i ograniczane przez nie zakręty mózgu.
| Zakręty                   | Bruzdy                        |
| ------------------------- | ----------------------------- |
| Powierzchnia górno-boczna |                               |
| płacik ciemieniowy górny  | bruzda śródciemieniowa        |
| płacik ciemieniowy dolny  | bruzda zaśrodkowa             |
| zakręt nadbrzeżny         |                               |
| zakręt kątowy             |                               |
| zakręt zaśrodkowy         |                               |
| Powierzchnia przyśrodkowa |                               |
| przedklinek               | bruzda ciemieniowo-potyliczna |
| płacik okołośrodkowy      |                               |

## Ośrodki czynnościowe i ich lokalizacja

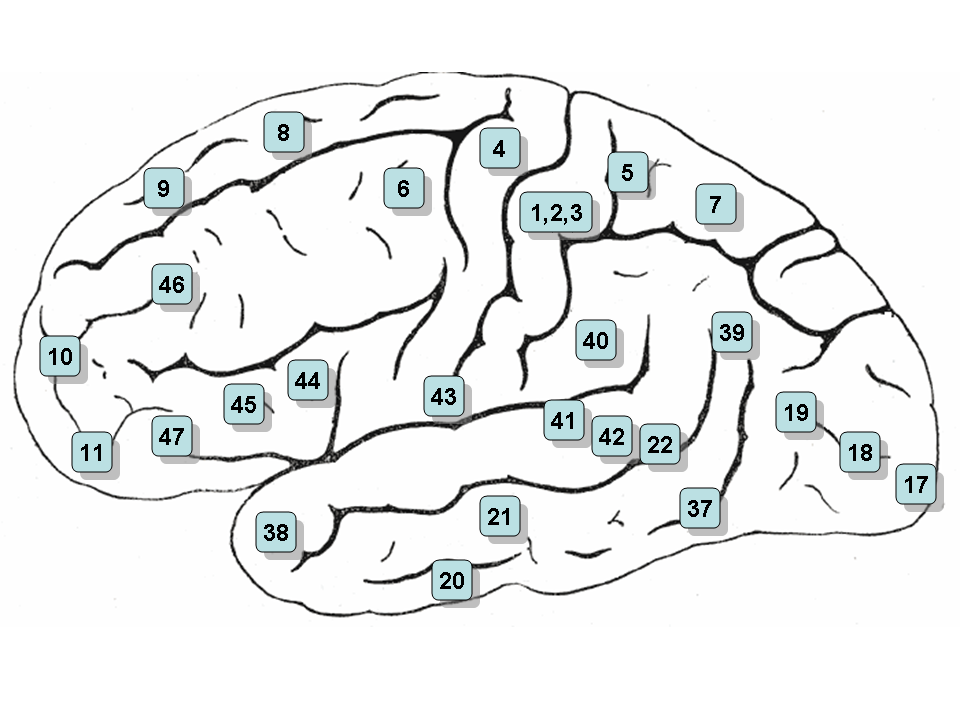
Lokalizacja pól Brodmanna na powierzchni górno-bocznej półkuli mózgu

- pierwszorzędowa kora czuciowa, SI, (pole 3, 2, 1): zakręt zaśrodkowy – czucie powierzchowne
- drugorzędowa kora czuciowa, SII, (na styku 40, 41 i 43, ale w podziale Brodmanna nie została wyodrębniona, leży u podnóża pierwszorzędowej kory czuciowej, w górnej części bruzdy bocznej): jest obszarem projekcyjno-asocjacyjnym; integruje bodźce z obu stron ciała, pośredniczy w uczeniu się związanym z bodźcami dotykowymi; dzięki połączeniom z korą motoryczną ma wpływ na sterowanie ruchem.
- kora asocjacyjna ciemieniowa (pole 7, pole 5): płacik ciemieniowy górny – analiza bodźców
- kora asocjacyjna ciemieniowo-skroniowo-potyliczna (pole 39, 40): płacik ciemieniowy dolny, zakręt nadbrzeżny

Numeracja pól dotyczy klasyfikacji według Brodmanna.

## Funkcje[1]
Płat ciemieniowy odpowiada za:
- orientację przestrzenną
- celowe ruchy
- rozpoznawanie ruchu
- czucie temperatury, dotyku, bólu (górna część)
- umiejscowienie wrażeń czuciowych
- integrację ruchu i wzroku
- integrację czucia i wzroku
- rozumienie języka symbolicznego, pojęć abstrakcyjnych, geometrycznych
- oszacowanie ilości, za które odpowiada bruzda śródciemieniowa[2]

## Skutki uszkodzeń[1]
- całkowita niepodzielność uwagi
- niezdolność do skupiania wzroku na określonym miejscu
- trudności w orientacji przestrzennej
- trudności w integracji wrażeń wzrokowych w jedną całość oraz koordynacji ruchu oczu i rąk
- niezdolność do celowego działania wymagającego ruchu, problemy w troszczeniu się o siebie
- niezdolność do odróżnienia kierunków (lewy płat)
- trudności w liczeniu i matematyce
- niezdolność do nazwania obiektu
- niezdolność do umiejscowienia słów pisanych (okolice lewego zakrętu kątowego)
- problemy z czytaniem
- brak świadomości niektórych obszarów przestrzeni i części ciała (prawy płat)
- zaprzeczanie niesprawności
- trudności w rysowaniu i konstruowaniu obiektów
- zaburzenia osobowości (zwykle lezje ciemieniowo-skroniowe)
- abarognozja[3]